# Adalbert Gülzow
Adalbert Gülzow (* 5. Oktober 1862 in Stralsund; † 16. April 1933 in Berlin) war ein deutscher Musiker.

## Leben
Im Alter von 14 Jahren ging er auf das Stern’sche Konservatorium in Berlin und erlernte das Violinspiel. 1878 kam er dort auf die Akademische Hochschule wo Joseph Joachim und Emanuel Wirth seine speziellen Lehrer waren. 1882 wurde er Mitglied im Berliner Philharmonischen Orchester, wo er unter anderem unter der Leitung von Johannes Brahms, Hans von Bülow, Anton Rubinstein, Edvard Grieg und Peter Tschaikowski spielte. 1891 wurde er als Kammermusiker in die Königliche Kapelle zu Berlin berufen. Der Titel eines Königlichen Kammervirtuosen war die offizielle Anerkennung für seine ausgezeichneten Leistungen.
1906 begründete er mit zehn Kollegen dieser Kapelle eine Kammermusik-Vereinigung für fünf Streicher, fünf Bläser und Klavier. Nach 1918 spielte er an der Berliner Oper, später der Staatsoper. Gülzow war Mitglied der Stralsunder Freimaurerloge Gustav Adolf zu den drei Sternen.

## Kompositionen (Auswahl)
- Heideidyll.
- Drei Böhmische Rhapsodien. Septett.
- Ut olle Tiden. Geigenstücke.
- Lütte Görn bi'n Ringeldanz. Geigenstücke.
- Sechs plattdeutsche Lieder (für Sopran) nach Klaus Groth.
- Vertonung von Gedichten der Alwine Wuthenow.

## Leistungen
- 1917 – Verleihung des Titels Königlicher Professor.